# Milan Bokša
Milan Bokša (* 3. května 1951, Aš, Československo) je český fotbalový trenér, metodik a funkcionář. Působí též jako fotbalový expert v televizi.

## Životopis
Po studiu na vysoké škole nastoupil do funkce trenéra v Dukle Tábor. Odtud se přes působení v různých mládežnických mužstvech dostal až na metodický úsek Českomoravského fotbalového svazu, kde působil i jako člen realizačních týmů mládežnických reprezentací.
V roce 1988 působil společně s Josefem Masopustem v Indonésii, kde vedl tamní fotbalové olympijské mužstvo. Po návratu zpět trénoval Teplice, se kterými postoupil do druhé ligy, dále v prvoligových týmech Chebu, LeRKu Brno, Drnovicích a v Olomouci. S týmem Olomouce obsadil ve fotbalové Gambrinus lize v sezóně 1997–1998 konečnou třetí příčku a mužstvo se dostalo do evropských pohárů. Následně odešel trénovat do zahraničí, do Kuvajtu. Po návratu působil coby trenér v Ostravě, Českých Budějovicích, Synotu, v Mladé Boleslavi a v Jihlavě.
Následně pracoval (jako metodik a trenér) ve fotbalové škole v Roudnici nad Labem. Poté působil jako šéftrenérem mládeže v pražské Spartě.
Posléze se vrátil do Jihlavy, krátce dělal asistenta hlavního trenéra a od června 2015 byl jmenován sportovním ředitelem.

V září 2015 dočasně převzal v tomto klubu místo hlavního trenéra po odvolaném Luďku Klusáčkovi
. Na této trenérské pozici ho vystřídal v lednu 2016 slovenský trenér Michal Hipp a Milan Bokša zůstal ve funkci sportovního manažera.

## Podnikatelské aktivity
Je spolumajitelem firmy Bokša, spol. s r.o. (2019 v likvidaci) a majitelem firmy Alpha Bio Česko s.r.o.